# Lucien Métivet
Lucien Marie François Métivet né le 19 janvier 1863 à Paris et mort le 16 juillet 1932 à Versailles est un peintre, affichiste, illustrateur et homme de lettres français.

## Biographie
Fils d'un conducteur de travaux et d'une artiste peintre, professeur de dessin dans les écoles municipales de la Ville de Paris, Lucien Métivet après des études au lycée Charlemagne et des cours à l'Académie Julian, entre en 1882 à l'École des beaux-arts de Paris où il devient l'élève de Fernand Cormon,. Il y croise Henri de Toulouse-Lautrec et Louis Anquetin. L'année suivante, il accomplit un service militaire d'une durée d'un an à Rouen au 39e régiment d'infanterie.
Métivet effectue ses premiers envois au Salon de la Société des artistes français dès 1889, puis au Salon de la Société nationale des beaux-arts. Il a été vice-président du Salon des humoristes.
Il a travaillé pour divers journaux dont Le Rire, Le Monde moderne, L'Assiette au beurre, Le Monde illustré, Excelsior ou le Journal amusant.
En 1900, il représente la section humoristique durant l'Exposition universelle à Paris, puis est exposé dans la section française durant l'Exposition universelle de Turin de 1911.
Longtemps domicilié à Paris au 6, boulevard de Clichy, il s'était retiré au milieu des années 1920 à Versailles au 16, rue de Béthune.
Mort à Versailles le 16 juillet 1932, Lucien Métivet était marié depuis octobre 1923 avec Camille Naulleau, veuve du photographe René Le Bègue (1857-1914). Il était veuf depuis septembre 1922 de Marie Gibert, fille du dessinateur et graveur Henri-Émile Gibert (1818-1882) élève d'Augustin François Lemaître et de Léon Gaucherel.
Après des obsèques organisées quatre jours après sa mort à l'église Sainte-Jeanne-d'Arc de Versailles, Lucien Métivet est inhumé à Paris au cimetière du Montparnasse.

## Œuvres

### Affiches lithographiées

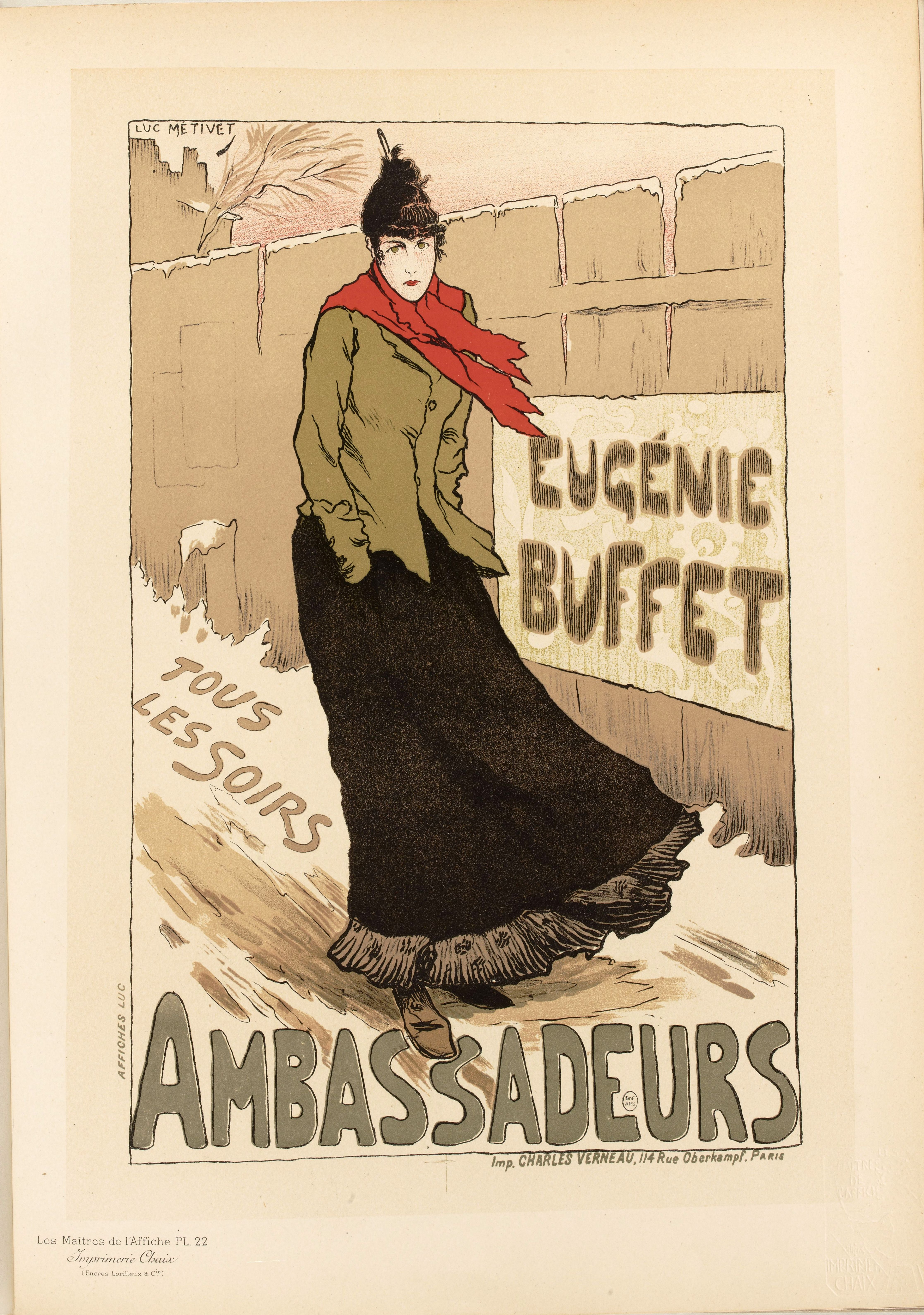
Affiche pour Eugénie Buffet aux Ambassadeurs (1896).

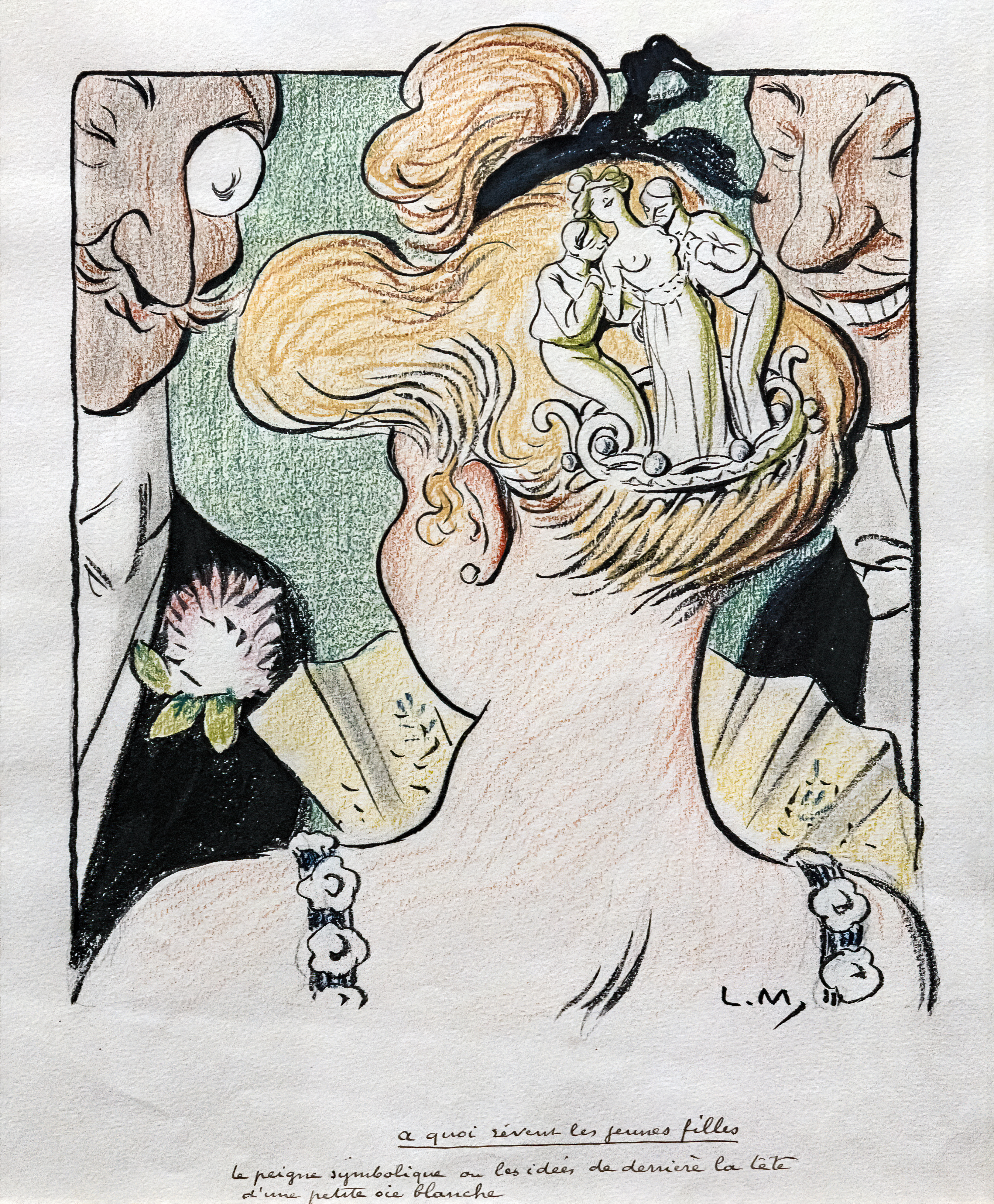
À quoi rêvent les jeunes filles, dessin publié dans Le Rire du 22 octobre 1903, collection Weisman et Michel.

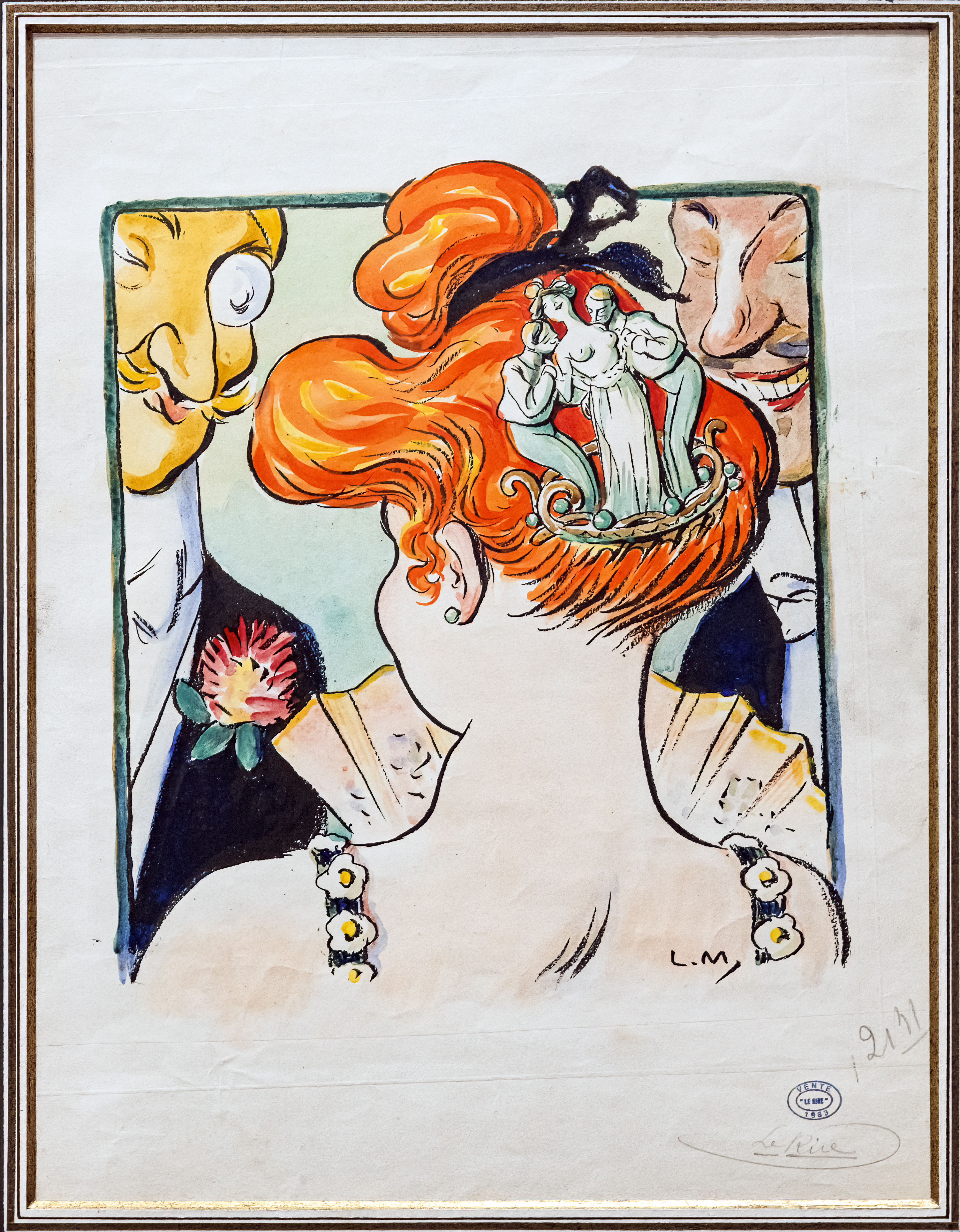
À quoi rêvent les jeunes filles, lithographie premiere épreuve collection Weisman et Michel.

- L'Écho de Paris commence La Femme-enfant roman contemporain par Catulle Mendès, Paris, Impr. Émile Lévy, [1890].
- À l'hygiène, hydrothermothérapie instantanée Guyot et Cie, Paris, Impr. Camis, [1891].
- Théâtre de l'Athénée-Comique, Rue Boudreau (rue Auber), Tous les soirs à 8h 3/4 : la revue “Paris-sur-scène”, Paris, Impr. Charles Verneau, 1895.
- Nouveau Théâtre 15 rue Blanche. Les Joyeuses commères de Paris de MM. Catulle Mendès et Georges Courteline, Paris, Impr. F. Appel, 1895.
- Eugénie Buffet tous les soirs Ambassadeurs, Paris, 1896.
- Tournée Moncharmont et M. Luguet, prochainement Cyrano de Bergerac, Impr. Charles Verneau, [1898].
- Cure d'eau, cure d'air, Martigny, Vosges : casino, théâtre, concerts, automobiles, Paris, 1907.
- Scala. Pour vos beaux yeux, revue, Émile Codey, E.P. Lafargue, Impr. Minot, 1908.
- Emprunt national. Société générale, Paris, Impr. Duruy, 1920.

### Ouvrages illustrés
- Rodolphe Darzens, Le Théâtre libre illustré, Paris, Dentu, 1890.
- Émile Zola, Le Rêve, avec Carlos Schwabe, Paris, Flammarion, 1891.
- Henri Chabrillat et Paul d'Ivoi, Les cinq sous de Lavarède, Paris, Boivin et Cie, 1894 ; rééd. Jouvet, 1894.
- Gryperl, Phonographie de l'amour, aggravée d'un commentaire au crayon, Paris, Paul Ollendorff, 1895.
- Catulle Mendès, L'Homme orchestre, Paris, Paul Ollendorff, 1896.
- Maurice Donnay, Amants : comédie en 5 actes, Paris, P. Ollendorff, 1897.
- Paul d'Ivoi, Jean Fanfare. Voyages excentriques, Paris, Société d'édition et de librairie, 1897.
- Émile Bonnamy, Les Cigales : suite de valses pour piano, partition, Paris, Enoch & Cie, 1897.
- Armand Silvestre, Le petit art d'aimer : en quatorze chapitres, Paris, P. Ollendorff, 1897.
- « Album édité pour les représentations de Cyrano de Bergerac », avec Th. Du Peyron, Charles Reutlinger, Paris, éd. La Rampe, revue des théâtres, 1898.
- Jacques Ferny, Chansons de la roulotte, Paris, E. Fromont, 1900.
- Guy de Montgailhard, La bête à bon Dieu, Paris, P. Paclot, 1903.
- Pierre Louÿs, Les Aventures du roi Pausole, Paris, Librairie Charpentier et Fasquelle, 1906.
- Max et Alex Fischer, Le Plus Petit Conscrit de France, coll. « In Extenso », La Renaissance du livre, 1912.
- Pierre Couvreur, “À propos de bottes”. Chansons d'occupation, illustrations de Lucien Métivet, Lille, Imprimerie Nuez et Cie, 1919.
- Georges Fourest, La Négresse blonde. Cinquiesme hypostase, préface de Willy, Paris, La Connaissance, 1921.
- Maurice Chassang, L'Oiseau enchanté, Paris, Boivin et Cie, 1923.

### Ouvrages complets
- Jean-qui-lit et Snobinet, texte et illustrations de Lucien Métivet (1909) Gallica

### Œuvres dans les collections publiques
États-Unis
- Manchester (New Hampshire), Currier Museum of Art.

France
- Arques-la-Bataille, église Notre-Dame-de-l'Assomption : vitraux de la chapelle des morts de la Guerre.
- Paris :
  - département des Arts graphiques du musée du Louvre ;
  - département des Estampes et de la Photographie de la Bibliothèque nationale de France : fonds de la collection Jacquet[18].

## Récompenses
- Mention honorable au Salon de 1889[19].
- Médaille de bronze à l'Exposition universelle de 1900[20].

## Distinctions
- Chevalier de la Légion d'honneur, décret du ministre de l'Instruction publique du 7 août 1923, sous le parrainage de Georges Lamirault, conseiller référendaire à la Cour des comptes, chef de Cabinet du président de la Commission des réparations[21].

Œuvres de Lucien Métivet
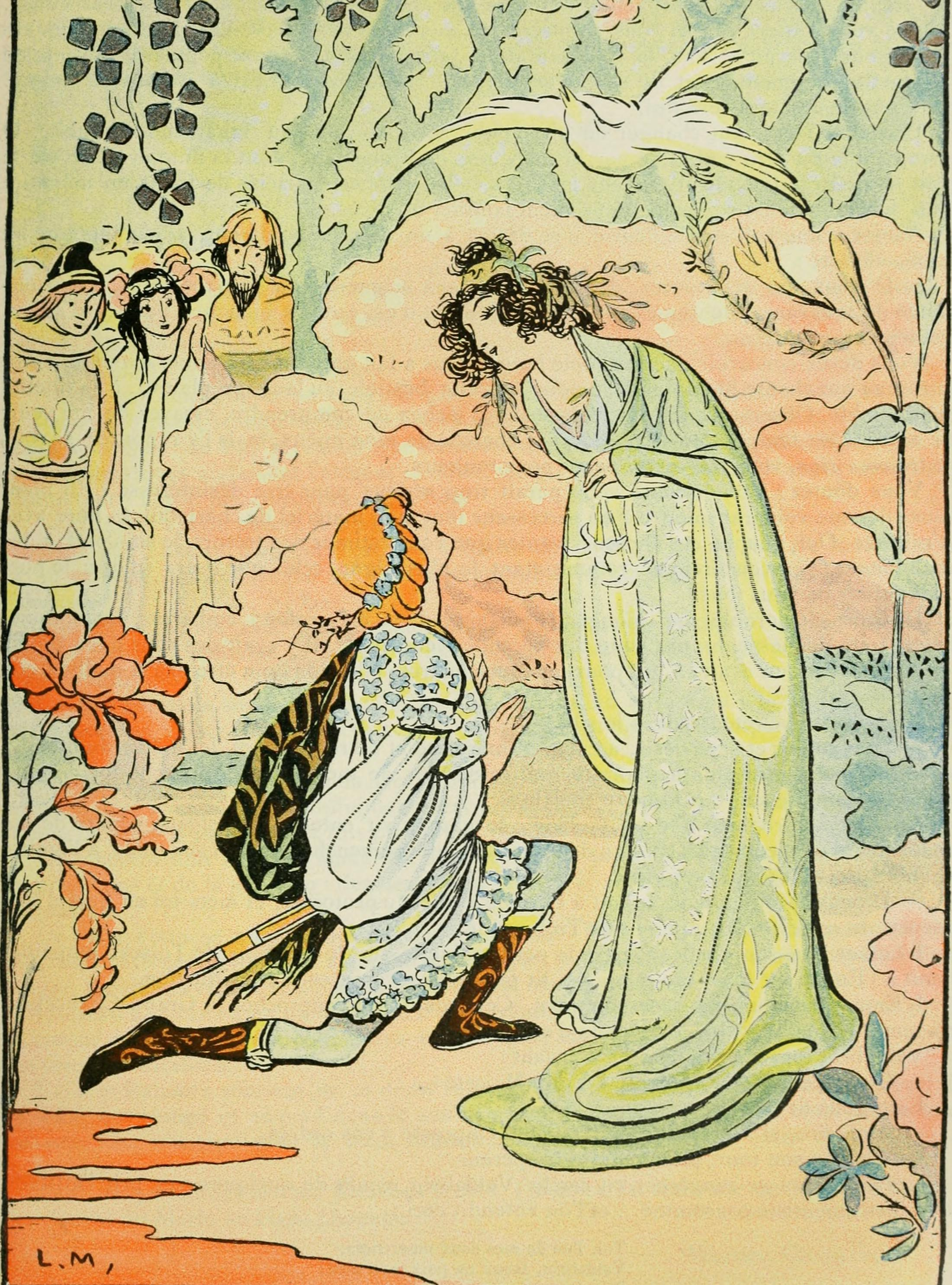
Illustration pour Le Monde moderne (1895).
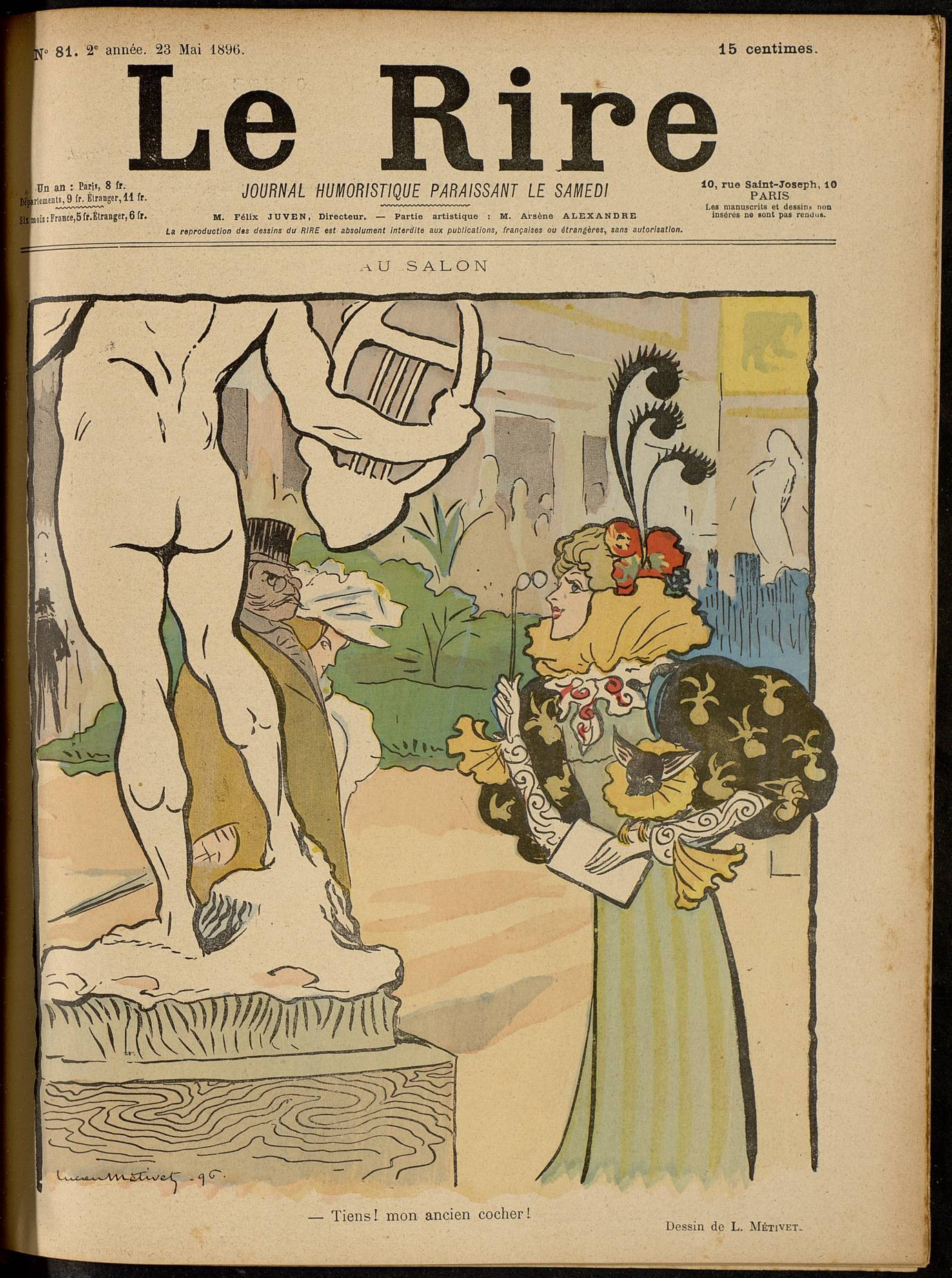
— Tiens ! Mon ancien cocher !, couverture pour Le Rire (1896).
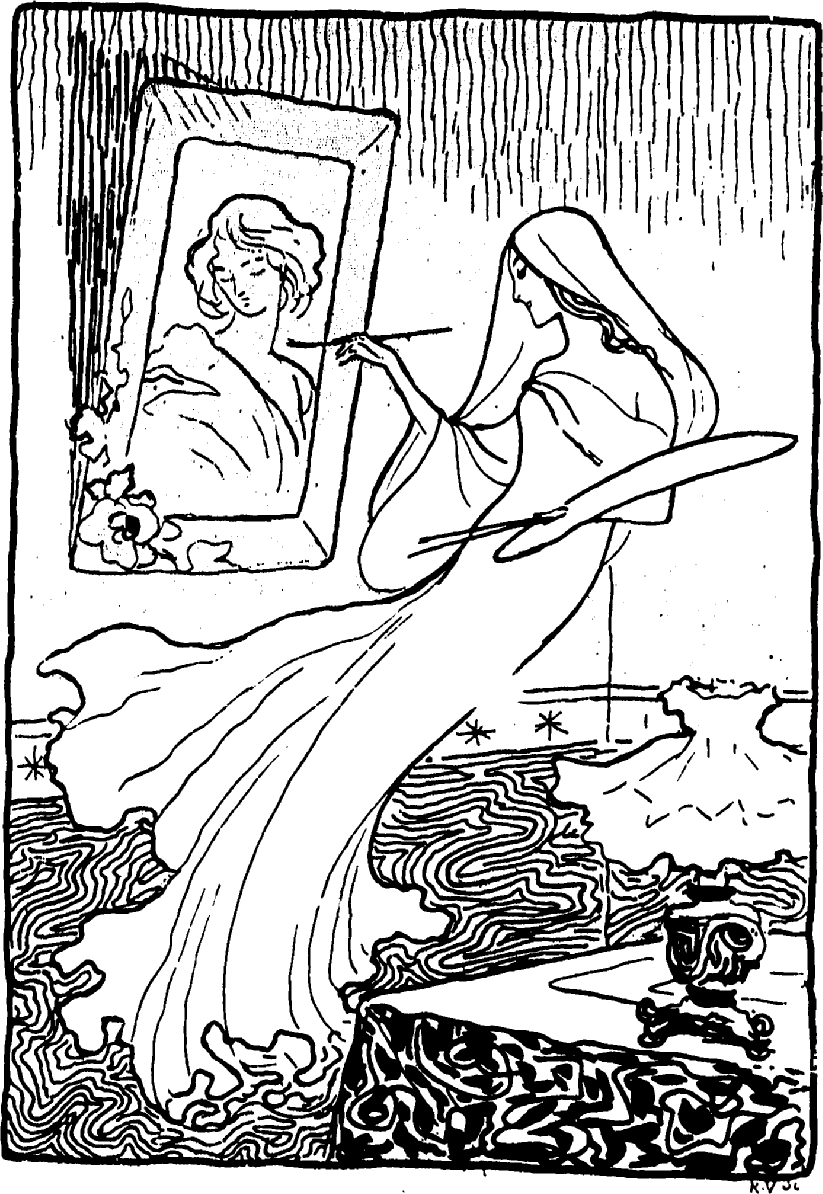
Illustration pour L'homme orchestre de Catulle Mendès (1896).
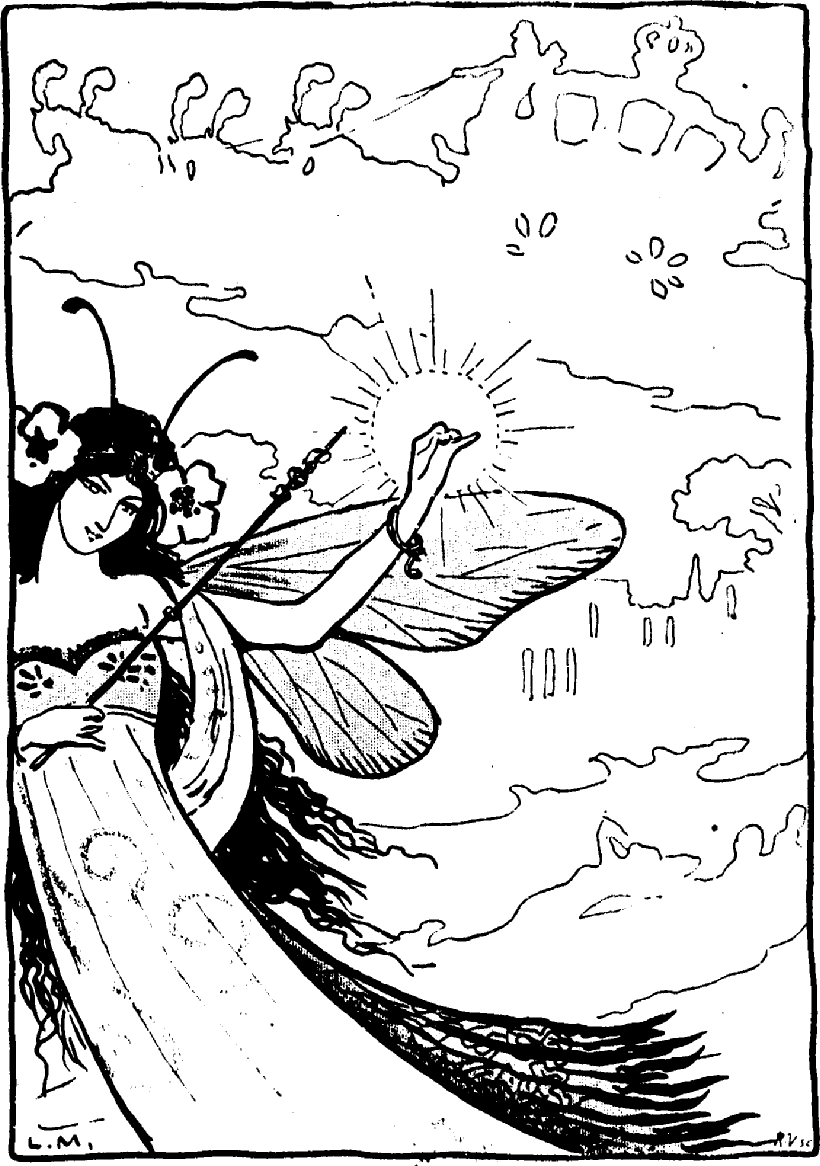
Illustration pour L'homme orchestre de Catulle Mendès (1896).
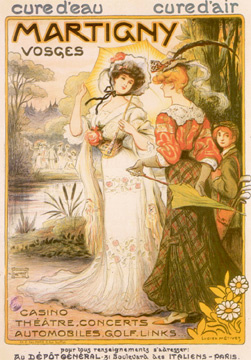
Affiche publicitaire pour Martigny-les-Bains (1907).
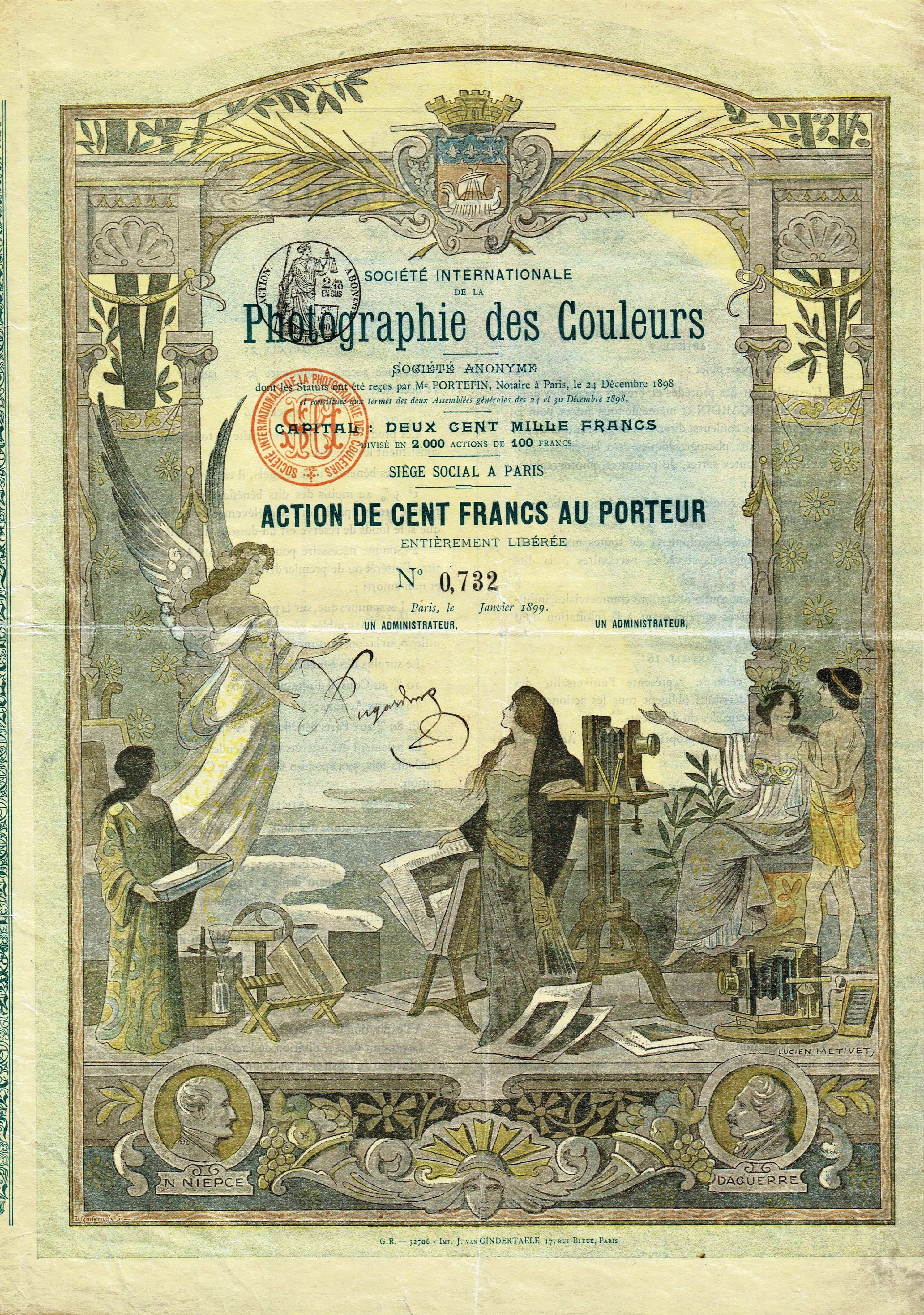
Action de la Société internationale de la Photographie des couleurs (1899).